# Shimanto (Kōchi)
Shimanto (jap. 四万十町 Shimanto-chō) – miasto w Japonii, na wyspie Sikoku, w prefekturze Kōchi. Według danych na rok 2020 miejscowość zamieszkiwało 12 323 mieszkańców , a gęstość zaludnienia wyniosła 24,3 os./km².